# Parc naturel régional du Gâtinais français
Pour les articles homonymes, voir Gâtinais (homonymie).
Le parc naturel régional du Gâtinais français est une aire protégée située dans le sud de l'Île-de-France. Tenant son nom du Gâtinais, le parc est aussi surnommé « pays des mille clairières et du grès ». Son territoire est classé parc naturel régional (PNR) depuis le 4 mai 1999 et s'étend à l'ouest d'une grande partie de la forêt de Fontainebleau, sur 70 communes à travers deux départements. La biodiversité du parc côtoie des activités humaines pratiquées dans différents environnements, dont certaines tentent de considérer la préservation de cette nature.

## Histoire
Le site du parc contient de nombreuses traces d'une présence humaine qui dateraient de la préhistoire, comme des abris ornés de gravures, des polissoirs et des mégalithes[réf. nécessaire].

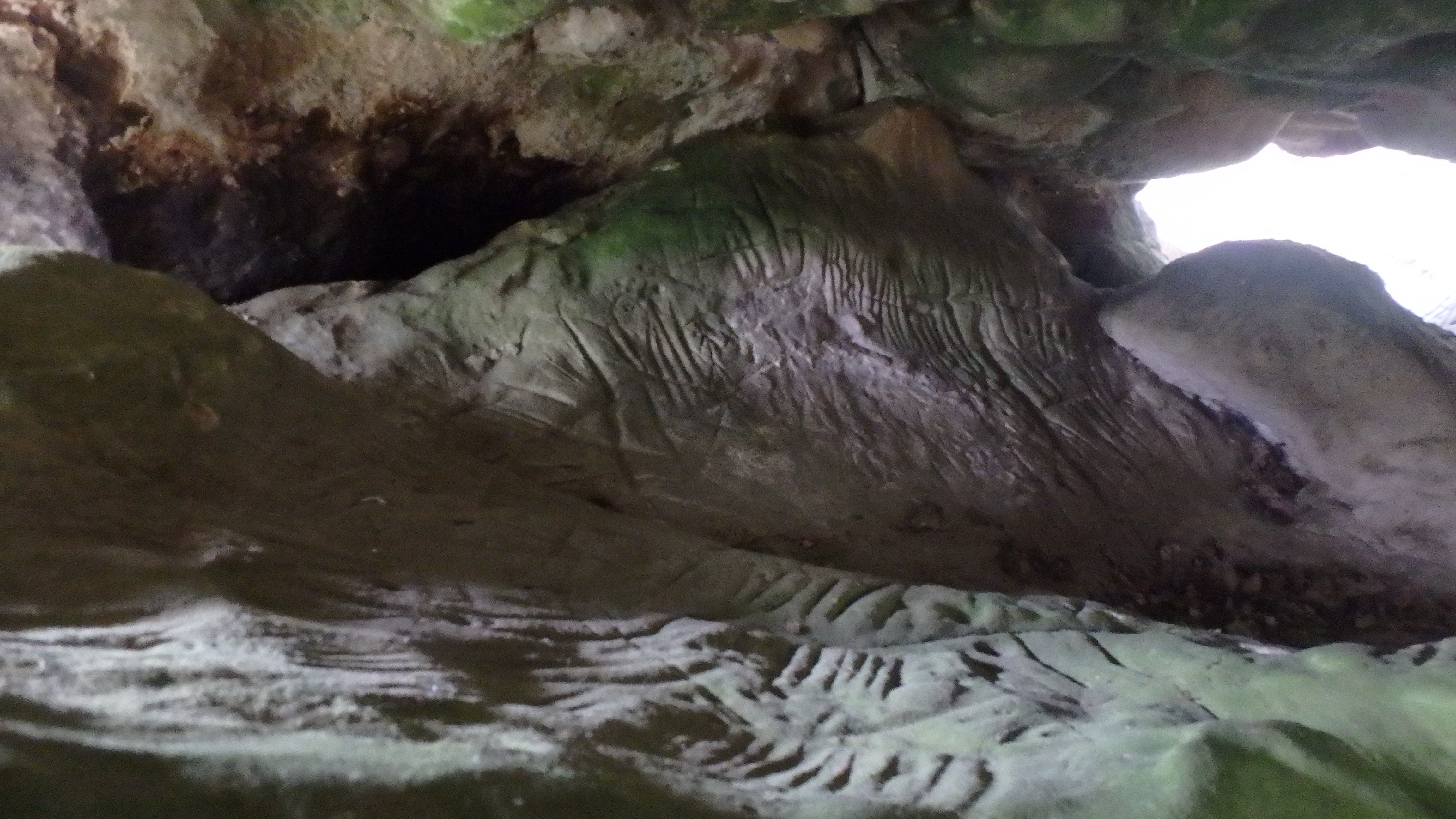
grotte ornée
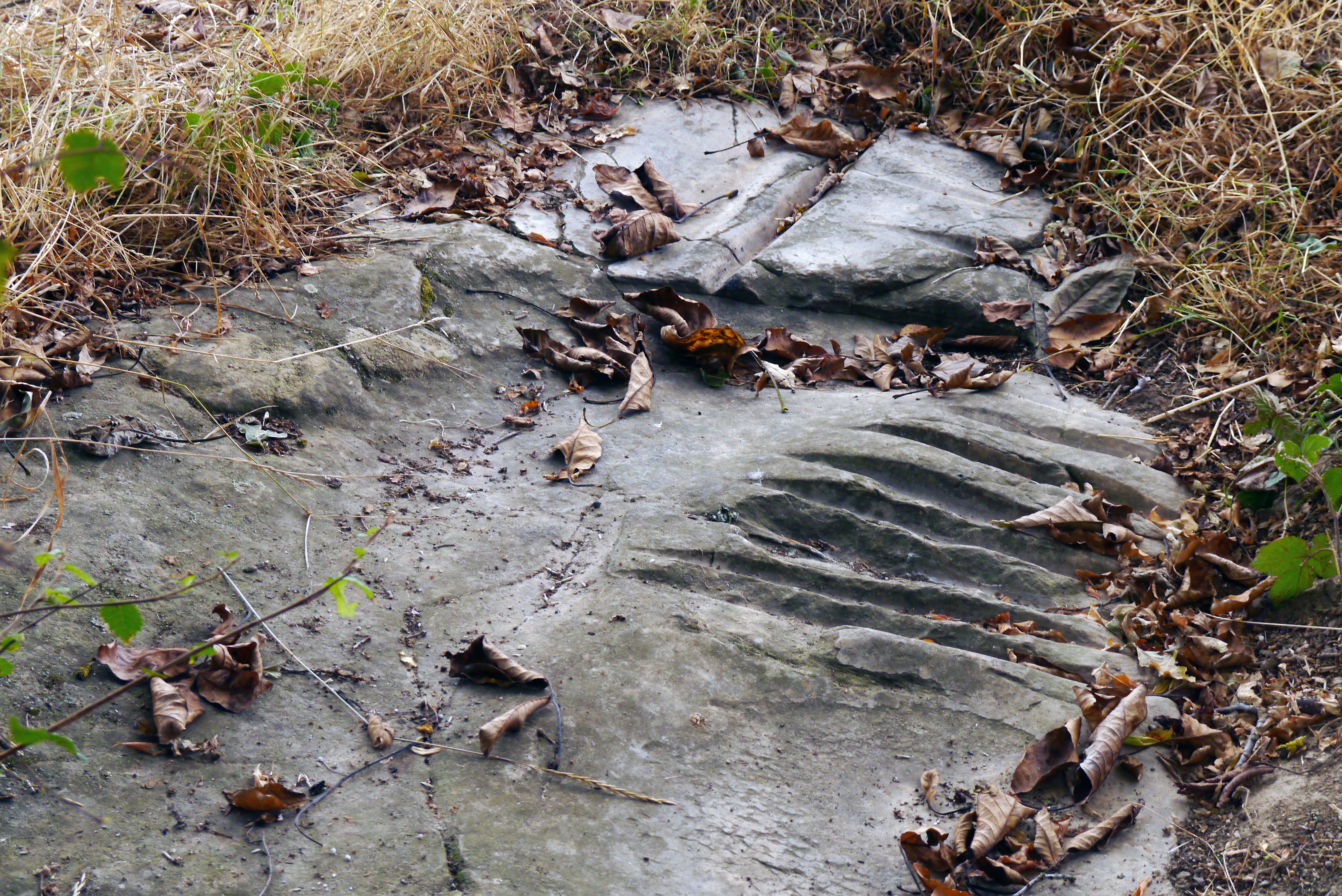
Polissoir de Grimery, Buno-Bonnevaux
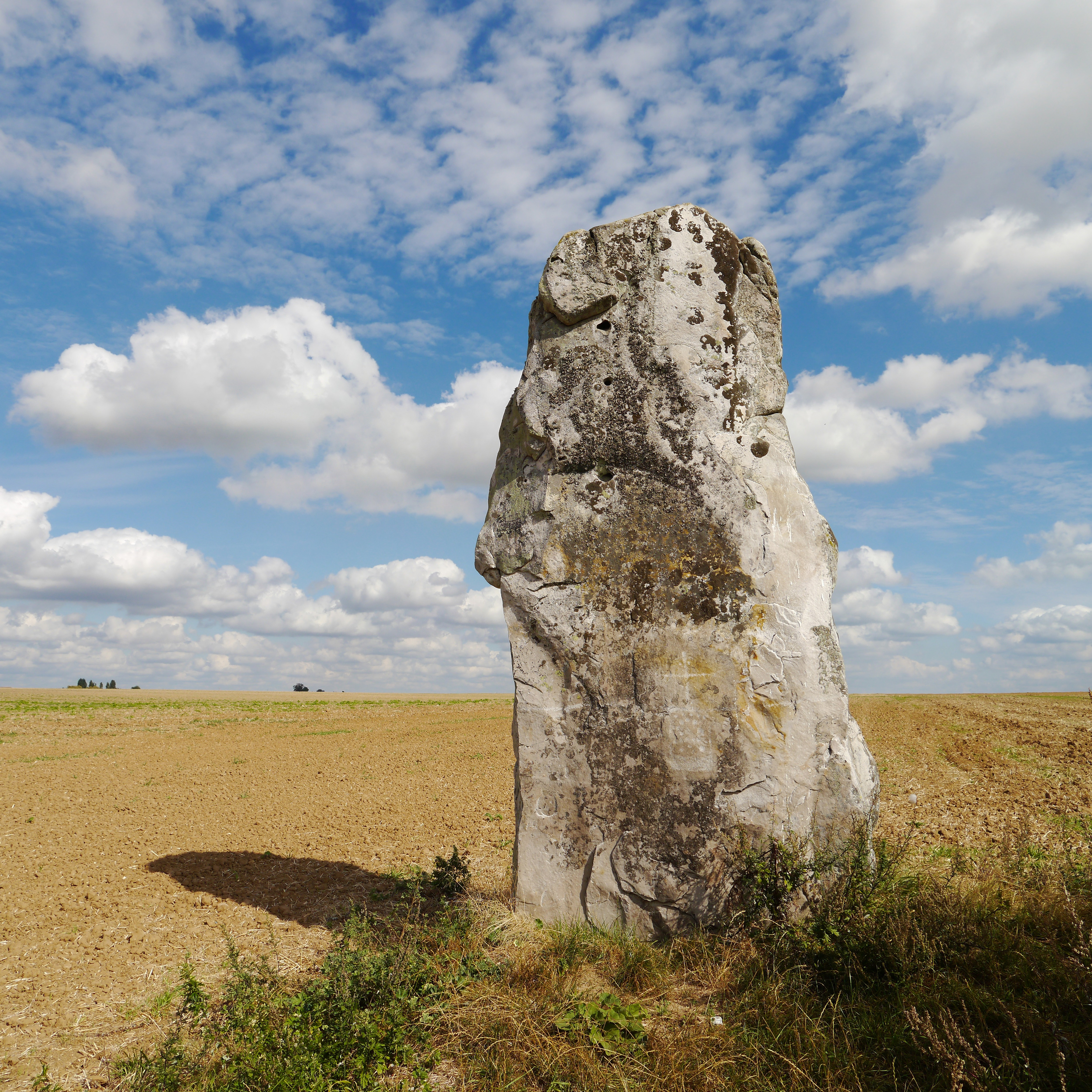
Pierre droite, Milly-la-Forêt

Au XVIe siècle, le Gâtinais se trouva divisé en Gâtinais orléanais pour la partie sud, et en Gâtinais français dont le nom fut transmis au parc naturel régional.
En 1991, l'idée de transformer une partie du sud-est de l'Île-de-France en PNR germa, défendue entre autres par Jean-Jacques Boussaingault alors conseiller général de l'Essonne, pour faire face à la menace d'une urbanisation galopante. Une concertation se déroula pendant 200 réunions et donna lieu à l'adhésion de 57 communes, avec le concours des conseils généraux, du conseil régional d'Île-de-France, de l’État et des acteurs locaux. Le classement de ce territoire en PNR fut finalement prononcé par décret le 4 mai 1999, et renouvelé le 27 avril 2011 en ajoutant de nouvelles communes au périmètre. En 2021, Boissise-le-Roi réintégra le parc, portant le nombre de ses communes à 70. Cette commune avait fait partie du PNR entre 1999 et 2011, mais n'avait pas adhéré lors du renouvellement de la charte.

## Géographie

### Localisation et délimitation

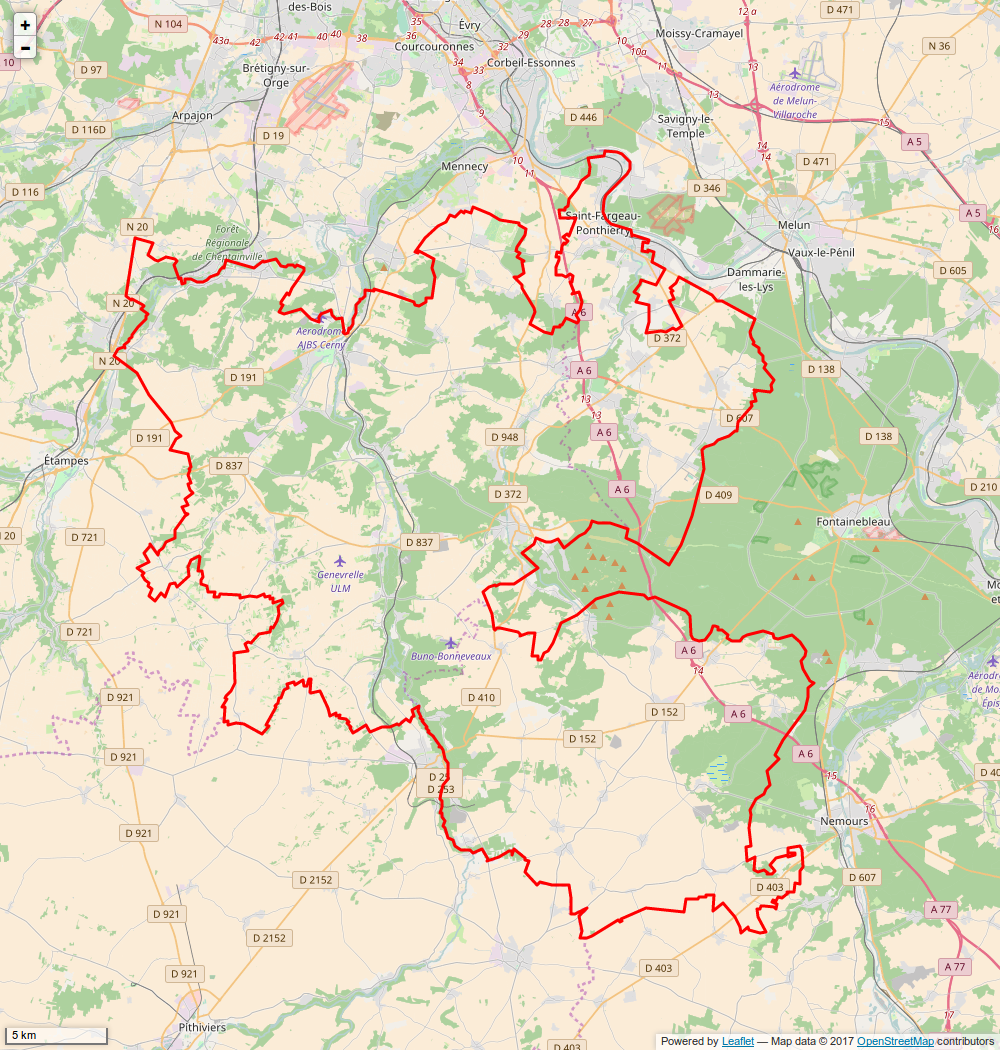
Délimitation du PNR du Gâtinais français.

Le parc naturel régional du Gâtinais français est situé dans le sud-est de l'Île-de-France, à travers les deux départements de cette région allant le plus au sud. Il compte plus de 75 600 hectares sur 70 communes, dont 36 en Essonne et 34 en Seine-et-Marne, qui se trouvent toutes dans la réserve de biosphère de Fontainebleau et du Gâtinais, le parc constituant en partie une zone de transition. Comme son nom l'indique, le PNR est aussi lié géographiquement au Gâtinais, bien que les limites de ce dernier ne semblent pas précisément définies,. De la commune de Burcy à celle Brouy, le côté sud-ouest du parc est frontalier avec une partie nord du Loiret, donc avec une petite partie nord-est de la région Centre-Val-de-Loire.

### Paysages et occupation des sols
Les paysages du parc sont faits de plateaux ouverts entrecoupés de vallées sèches ou humides, aux coteaux souvent boisés. Les plateaux sont majoritairement occupés par des espaces agricoles, en particulier dédiés aux grandes cultures.
Les bourgs et les villages sont implantés principalement dans les vallées et sur les rebords des plateaux ; ces derniers sont généralement peu habités. Le caractère des communes est rural : 54 d'entre elles ont moins de 1 500 habitants et elles occupent à elles seules 72 % du territoire. Onze de ces petites communes comptent moins de 250 habitants, représentant cependant 10 % de l’espace[réf. souhaitée].
Les bois et forêts couvrent 31 % du territoire avec par exemple la forêt départementale des Grands-Avaux, la forêt communale de Milly-la-Forêt, le bois de la Commanderie et une partie du massif des Trois-Pignons, lui-même partie intégrante de la forêt de Fontainebleau.
Le sous-sol est composé de sable et de grès, ce dernier formant par endroit des chaos rocheux.

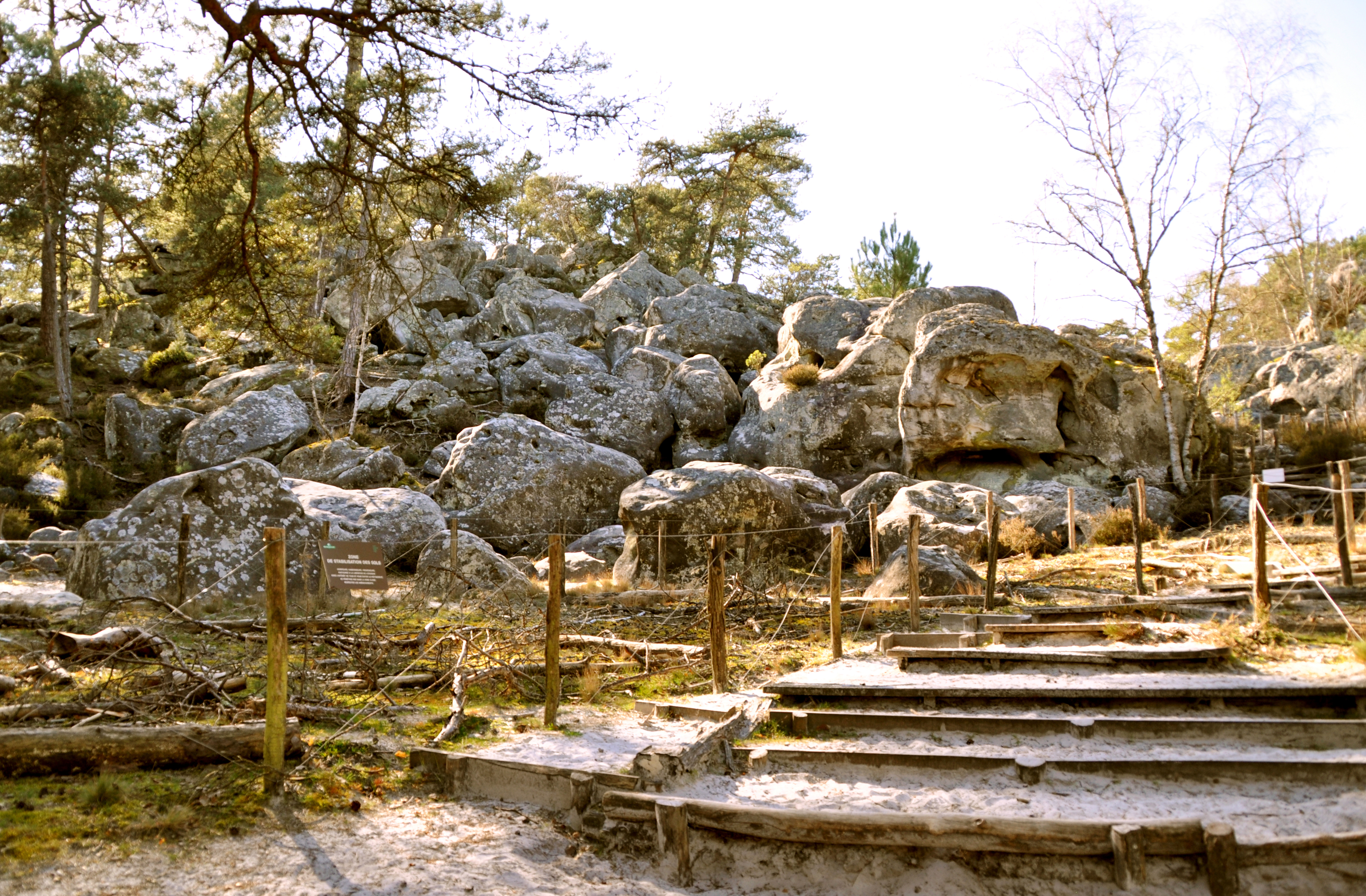
Formation rocheuse sur un sol sablonneux en forêt à Larchant, Seine-et-Marne.

### Hydrographie

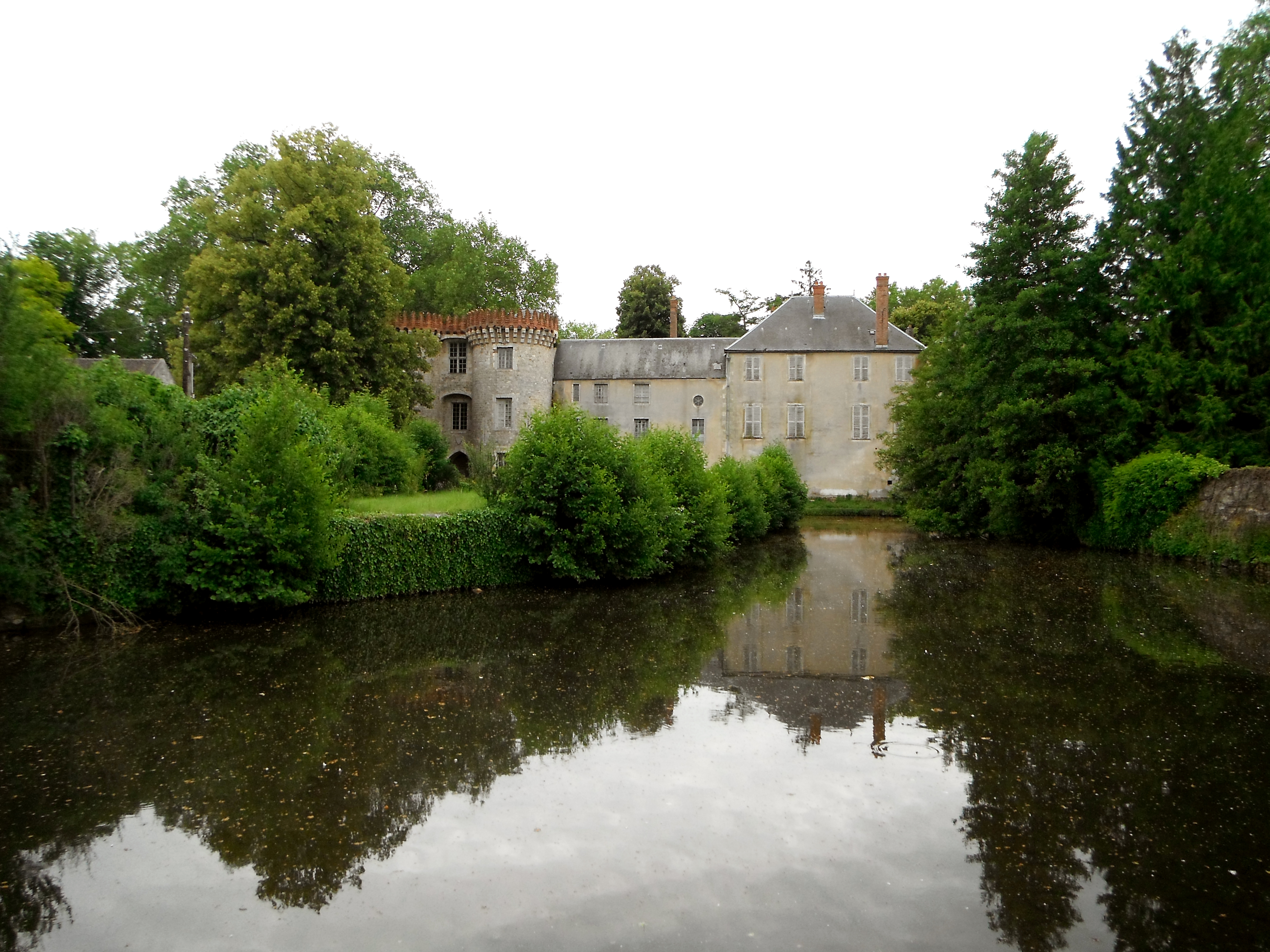
Rivière École au château de la Bonde à Milly-la-Forêt, Essonne.

Trois rivières sillonnent le parc naturel régional : la Juine, l’Essonne et l’École, ces deux dernières étant des affluents du fleuve Seine qui borde le nord-est du territoire.

## Nature

### Aires protégées
Le parc naturel régional est gestionnaire du site Natura 2000 Haute vallée de l'Essonne,. Il abrite aussi le site des Pelouses calcaires du Gâtinais, la réserve naturelle régionale du marais de Larchant et plusieurs entités de la réserve naturelle nationale des sites géologiques de l'Essonne à Auvers-Saint-Georges et Villeneuve-sur-Auvers,.

### Faune
Oiseaux
Les rapaces nocturnes y sont représentés avec la chouette chevêche ou chevêche d'Athéna, chouette effraie ou effraie des clochers, chouette hulotte, hibou moyen-duc et hibou des marais. Busard cendré, héron cendré, canard colvert, corbeau freux, coucou gris, martinet noir, mésange bleue, mésange charbonnière, rouge-gorge, pie bavarde, etc.
Mammifères
Sanglier, chevreuil, cerf élaphe, belette, fouine, putois, blaireau, ragondin, renard, écureuil roux, hérisson, taupe, lapin de garenne, lièvre, etc.
Amphibiens
Crapaud commun, alyte accoucheur, grenouille agile, grenouille rousse, grenouille verte, rainette verte, salamandre tachetée, triton palmé, triton ponctué, etc.
Insectes
Coccinelle à sept points, papillons, etc.
Poissons
Brochet, carpe commune, etc.
Reptiles
Coronelle lisse, couleuvre verte et jaune, couleuvre à collier, couleuvre d'Esculape, vipère aspic, orvet fragile...

### Mouillères
Le parc rassemble 69 des 118 mouillères accueillant des étoiles d'eau que compte l'Île-de-France.

## Activités humaines

### Agriculture
En 2010, plus de la moitié de l'espace du parc est occupé par l'agriculture, avec une prédominance des céréales et des oléo-protéagineux. Son sol sablonneux est notamment idéal pour les cultures d'orge brassicole et de plantes médicinales. Le PNR a accordé le label « Marque Parc » à une grande variété de productions agroalimentaires locales, dont la menthe poivrée, le safran et le miel. Le Label est accordé à une grande variété de production locales.
La culture du cresson de fontaine se pratique traditionnellement en Essonne, elle a été déclarée "Paysage de reconquête" en 1993 par le ministère de l'environnement. Le cresson est cultivé dans des bassins contenant une eaux pure à une température comprise entre 10 °C à 12 °C, cette plante exigeante est un bon indicateur de la qualité des eaux.

### Gestion
Le territoire est administré par le syndicat mixte d'aménagement et de gestion du parc naturel régional du Gâtinais français, qui a pour but d'allier préservation de la nature et de la culture, développement économique et social, avec maintien de la qualité de vie. Les objectifs fixés et les actions menées pour le PNR sont encadrés par une charte qui engage ses signataires. La maison du parc est située sur le boulevard du Maréchal-Lyautey à Milly-la-Forêt. 

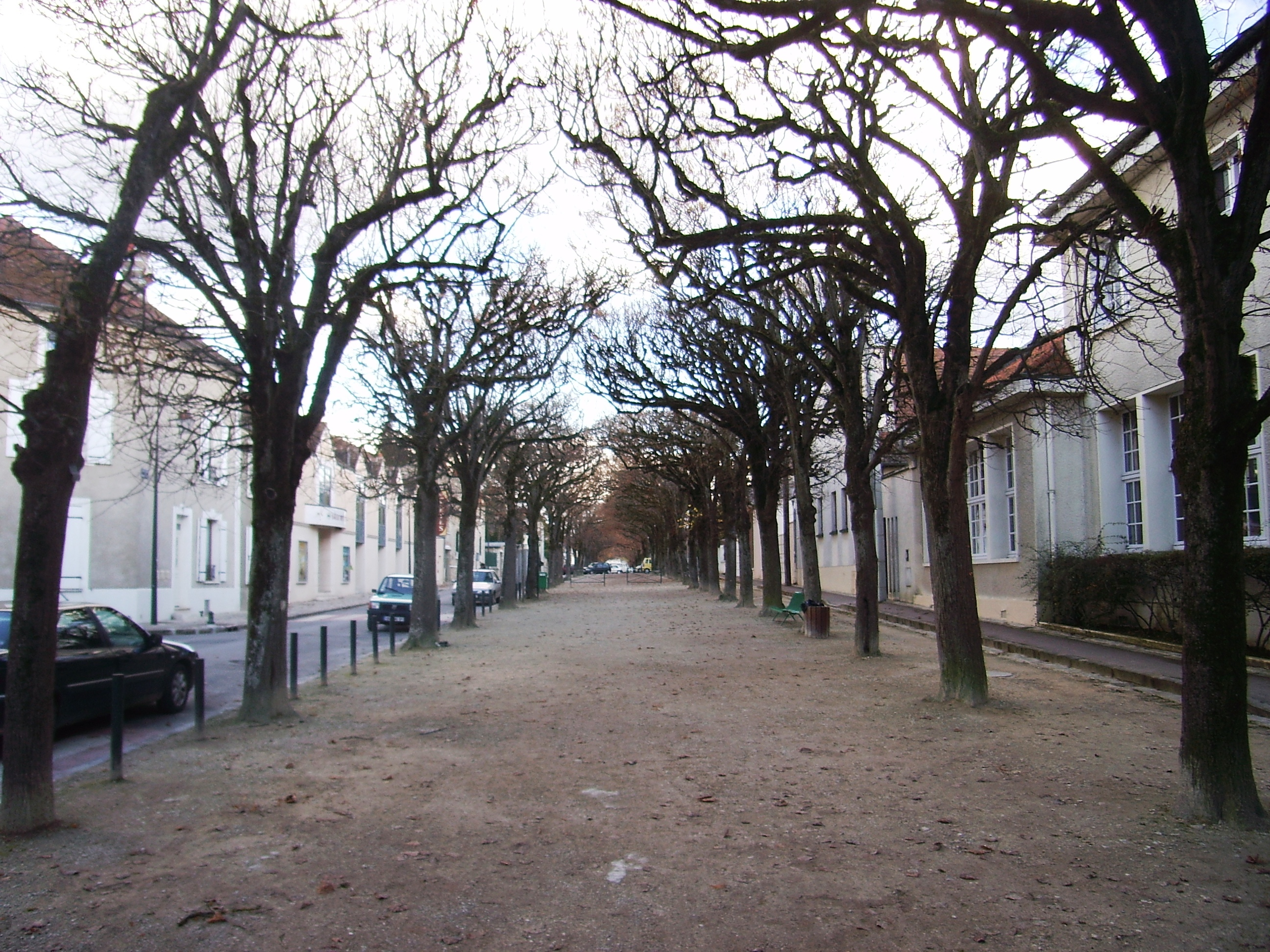
Boulevard du Maréchal-Lyautey à Milly-la-Forêt.

Le PNR du Gâtinais français est symbolisé par un logotype de forme ovale où figurent des motifs stylisés en blanc, une abeille et deux épis d'orge avec leur tige sous l'étoile commune aux logos des PNR, sur fond vert. 

Logo du parc.

#### Communes du parc
Essonne : Auvers-Saint-Georges, Baulne, Boigneville, Boissy-le-Cutté, Boulancourt, Bouray-sur-Juine, Bouville, Boutigny-sur-Essonne, Brouy, Buno-Bonnevaux, Cerny, Chamarande, Champcueil, Champmotteux, Chevannes, Courances, Courdimanche-sur-Essonne, D’Huison-Longueville, Dannemois, Gironville-sur-Essonne, Guigneville-sur-Essonne, Janville-sur-Juine, La Ferte-Alais, Maisse, Milly-la-Forêt, Moigny-sur-École, Mondeville, Oncy-sur-École, Orveau, Prunay-sur-Essonne, Puiselet-le-Marais, Soisy-sur-École, Valpuiseaux, Vayres-sur-Essonne, Videlles, Villeneuve-sur-Auvers.
Seine-et-Marne : Achères-la-Forêt, Amponville, Arbonne-la-Forêt, Barbizon, Boissise-le-Roi, Boissy-aux-Cailles, Burcy, Buthiers, Cély-en-Bière, Chailly-en-Bière, Châtenoy, Chevrainvilliers, Fleury-en-Bière, Fromont, Garentreville, Guercheville, La Chapelle-la-Reine, La Forêt-Sainte-Croix, Larchant, Le Vaudoué, Nanteau-sur-Essonne, Ormesson, Perthes-en-Gâtinais, Pringy, Recloses, Rumont, Saint-Fargeau-Ponthierry, Saint-Germain-sur-École, Saint-Martin-en-Bière, Saint-Sauveur-sur-École, Tousson, Ury, Villiers-en-Bière, Villiers-sous-Grez.

## Pour approfondir